# گدلینگ
گدلینگ (به انگلیسی: Gedling) یک منطقهٔ مسکونی در بریتانیا است که در ناتینگهام‌شر واقع شده‌است.

## خواهرخوانده
شهرهای واندور لنانسی و Missolonghi خواهرخوانده‌های گدلینگ هستند.